# Соцерб
Соцерб (словен. Socerb) — поселення в общині Копер, Регіон Обално-крашка, Словенія. Висота над рівнем моря: 370,9 м.